# Perfume 4th Tour in DOME『LEVEL3』
是流行電音組合Perfume第8張演唱會DVD/Blu-ray。

## 概要
- DVD/Blu-ray收錄了2013年12月25日在東京巨蛋進行的巡迴演唱會尾場的影像。這次巡迴演出时间為2013年12月7-8日及12月24-25日，在大阪巨蛋和東京巨蛋分別舉行了2場，合共四場公演。[1]
- DISC 1收錄了公演全场影像，初回限定盘DISC 2收錄了和的分割畫面版本、MC精華和花絮的特典影像。
- 首週賣出5.4萬張，並在週榜上分別獲得DVD榜亞軍、Blu-ray榜冠軍，以及兩版本合計的週榜冠軍，是藍光榜設立以來首次有藝人連續兩張作品獲得第一位[2]。

## 收錄曲
1. Opening
2. Enter the Sphere
3. Spring of Life (Album-mix)
4. Magic of Love (Album-mix)
5. 1mm
6. Clockwork
7. ポイント
8. ふりかえるといるよ
9. Sleeping Beauty
10. Party Maker
11. Spending all my time (Album-mix)
12. コンピューターシティ
13. エレクトロ・ワールド
14. ワンルーム・ディスコ
15. 未来のミュージアム
16. だいじょばない
17. ポリリズム
18. チョコレイト・ディスコ
19. MY COLOR
20. Dream Land

### DISC 2（初回限定盘）
1. Spring of Life (マルチ画面)
2. Party Maker (マルチ画面)

## 收錄的巡迴演唱會
是Perfume在2013年冬季於日本全國舉行的首次巨蛋巡迴演唱會，由卫材药业赞助。

### 日程・場地
| 出典           |               |          |              |
| 公演日         | 開場 / 開演   | 都道府県 | 會場         |
| 2013年12月7日  | 15:00 / 17:00 | 大阪府   | 京瓷巨蛋大阪 |
| 2013年12月8日  | 14:00 / 16:00 | 大阪府   | 京瓷巨蛋大阪 |
| 2013年12月24日 | 16:00 / 18:00 | 東京都   | 東京巨蛋     |
| 2013年12月25日 | 16:00 / 18:00 | 東京都   | 東京巨蛋     |

## 資料來源
1. ↑  Inc, Natasha. . 音楽ナタリー.   [2022-04-23]. （原始内容存档于2022-04-23） （日语）.
2. ↑  . Oricon. 2014-04-16  [2014-04-24]. （原始内容存档于2014-04-17）.
3. ↑  演唱會的特設網頁 （页面存档备份，存于） > SCHEDULE

## 外部連結
- 日本環球唱片公司的介紹專頁
  - http://www.universal-music.co.jp/perfume/products/upbp-1003/（页面存档备份，存于）
  - http://www.universal-music.co.jp/perfume/products/upbp-9003/（页面存档备份，存于）
  - http://www.universal-music.co.jp/perfume/products/upxp-1002/（页面存档备份，存于）
  - http://www.universal-music.co.jp/perfume/products/upxp-9001/（页面存档备份，存于）